# ادوارد اسمال
ادوارد اسمال (انگلیسی: Edward Small؛  ‏۱ فوریهٔ ۱۸۹۱ – ۲۵ ژانویهٔ ۱۹۷۷) تهیه‌کننده فیلم اهل ایالات متحده آمریکا بود. از آثار او می‌توان به تعطیلات در سوئد، شهره شهر نیویورک، کنت مونت کریستو و  شب بانوان در حمام اشاره کرد.